# Bahnhof Probstzella
Der Bahnhof Probstzella befindet sich am südöstlichen Rand der thüringischen Gemeinde Probstzella im Landkreis Saalfeld-Rudolstadt, 1,3 Kilometer vor der bayerischen Landesgrenze liegend. Der Bahnhof ist seit dem 1. Oktober 1885 Durchgangsstation der Bahnstrecke Leipzig–Gera–Probstzella, die in Bayern durch die Bahnstrecke nach Hochstadt-Marktzeuln fortgesetzt wird. Er diente nach dem Zweiten Weltkrieg bis 1990 als Grenzbahnhof im innerdeutschen Zugverkehr. Das Gebäude der Grenzabfertigungsstelle galt bis 2008 als das letzte erhaltene seiner Art eines deutsch-deutschen Grenzbahnhofs, wurde dann aber abgerissen.

## Geschichte

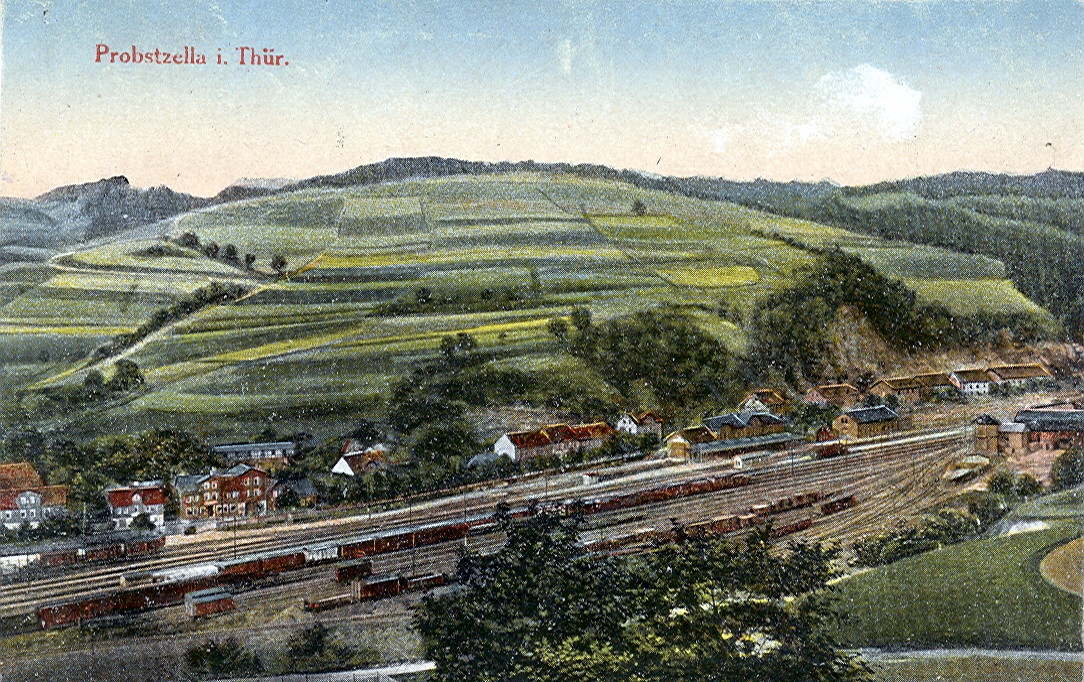
Bahnhof 1921

Der Bahnhof wurde am 8. August 1885 mit der Fertigstellung des Streckenabschnittes Eichicht–Probstzella durch die Preußischen Staatseisenbahnen in Betrieb genommen. Am 1. Oktober 1885 eröffneten sie den 1,7 km langen Streckenabschnitt bis zur Landesgrenze bei Falkenstein und verpachteten ihn an die Bayerische Staatsbahn, die ihrerseits den Lückenschluss von dort über Ludwigsstadt nach Stockheim gebaut hatte. Probstzella ist an dieser Strecke der südlichste Bahnhof auf Thüringer Gebiet.
Er ist Anfangspunkt der 1898 eröffneten Strecke Probstzella–Schmiedefeld, die 1913 bis Neuhaus am Rennweg durchgebunden wurde.
Anfangs war der Bahnhof Übergangspunkt und Grenzbahnhof zwischen den Königlich Bayerischen Staats-Eisenbahnen und den Preußischen Staatseisenbahnen. Dort fand der Lokwechsel zwischen preußischen und bayerischen Maschinen und in den Umladehallen die Güterabfertigung statt. Die Reisenden mussten zunächst in Züge der jeweils anderen Bahnverwaltung umsteigen, erste durchgehende Züge in Form von Schnellzügen zwischen Berlin und München gab es erst ab 1897.
Der Bahnhof hatte den Status einer Lokeinsatzstelle der Betriebswerkstätte Saalfeld, ab 1923 besaß er ein Bahnbetriebswerk, das Ende 1993 aufgelöst wurde.
Die Strecke zwischen Bayern und Mitteldeutschland hat als Hauptstrecke eine große Bedeutung. Am 15. Mai 1939 war sie elektrifiziert. 1939 verkehrten täglich zwei Fernschnellzüge, bis zu elf Schnellzüge, zwei Eilzüge und acht Personenzüge.
Im April 1945 wurde der Verkehr durch den Krieg unterbrochen; er konnte aber bald wieder aufgenommen werden, und im November 1945 war auch die elektrische Fahrleitung wieder hergestellt. Ein durchgehender Betrieb scheiterte aber an der Möglichkeit, die Bahnstromversorgung durchzuschalten, denn Thüringen und Bayern trennte die Grenze zwischen amerikanischer und sowjetischer Besatzungszone. 1946 musste die Fahrleitung auf sowjetisch besetztem Gebiet als Reparationsleistung abgebaut werden. 1950 wurde das Streckenstück von der Grenze bis zum Bahnhof Probstzella wieder elektrifiziert, um die starke Steigung nach Steinbach am Wald nicht mit Dampflokomotiven fahren zu müssen. In Probstzella fand der Lokwechsel zwischen den elektrischen DB-Triebfahrzeugen und den Dampflokomotiven bzw. ab Mitte der 1960er Jahre den Diesel-Triebfahrzeugen der DR statt, der zuvor in Ludwigsstadt vollzogen wurde. Dies war der einzige elektrifizierte Übergang zwischen DB und DR. Mit der Aufnahme des elektrischen Betriebes wurden auch die Grenzkontrollen an den Güterzügen, die bisher an der Grenze auf freier Strecke stattfanden, in den Bahnhof Probstzella verlegt.
Auch das zweite Streckengleis zwischen Saalfeld und Grenze war 1946 abgebaut worden, der Betrieb musste eingleisig durchgeführt werden. Damit war das Zugangebot beschränkt. 1947 fuhren täglich noch ein Schnellzug und drei Güterzüge über den Grenzübergang.

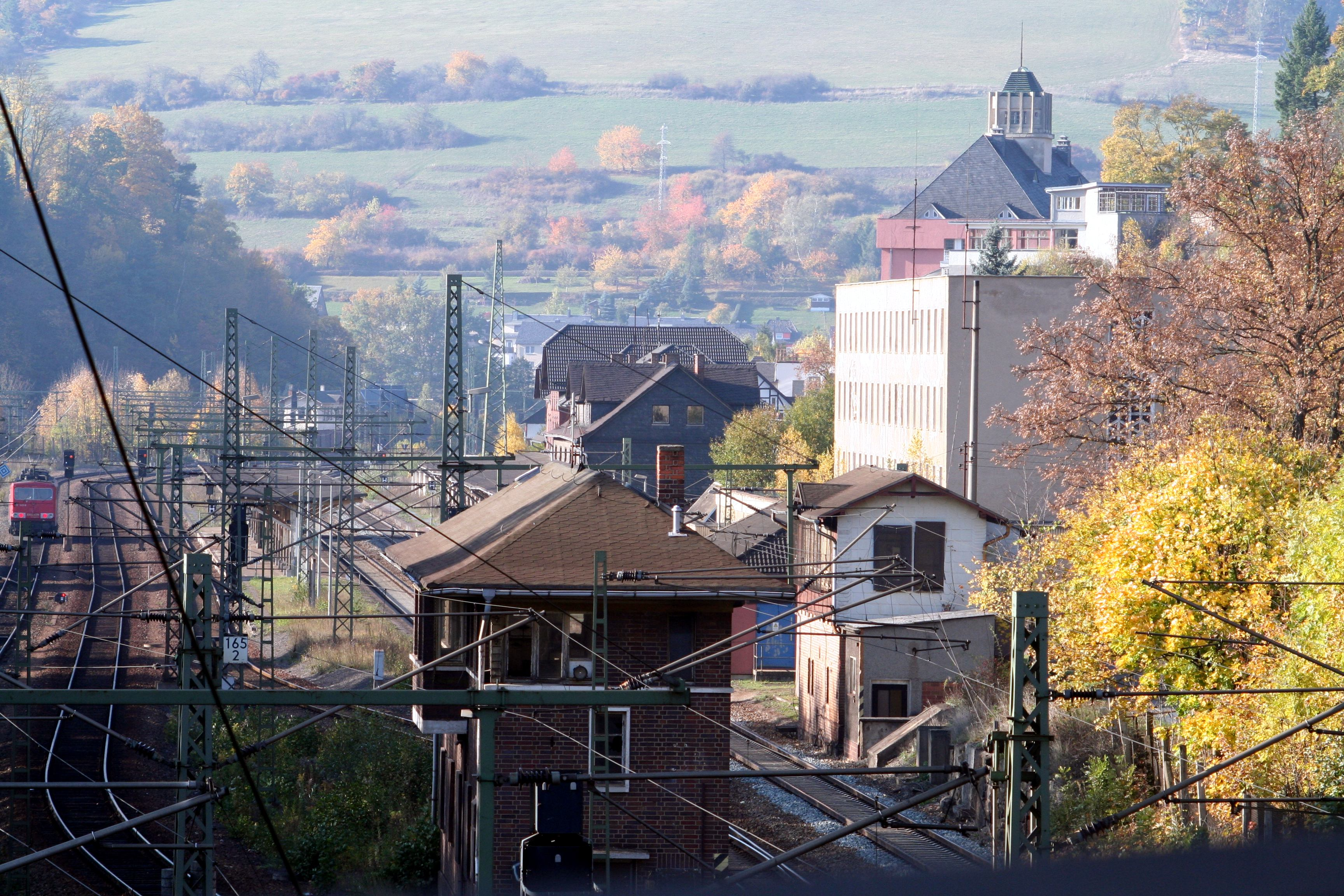
Blickrichtung Norden

Am 20. September 1961 verfügte die Reichsbahndirektion Erfurt den Bau einer 347 Meter langen Verbindungskurve zwischen der Frankenwaldbahn und der Bahnstrecke nach Neuhaus am Rennweg. Diese war zwar schon 1936 geplant worden, um den Fahrtrichtungswechsel in Probstzella zu vermeiden, jetzt sollte der Binnenverkehr im Zusammenhang mit der Grenzsicherung den Bahnhof umfahren. Am 2. Oktober 1961 begannen aus nördlich des Bahnhofs die Bauarbeiten; am 9. Dezember 1961 wurde diese Strecke eingeweiht. An der eingleisigen Kurve entstand der besetzte Haltepunkt Probstzella (im Kursbuch: Probstzella Hp mit Hinweis „Die Entfernung zwischen Probstzella Hp und Bf beträgt 700 m“), dessen Dienstgebäude am 2. November 1964 eingeweiht wurde. Am 23. Mai 1993 wurde sie stillgelegt.
Bis zum Fahrplanwechsel am 27. Mai 1995 hielten in Probstzella aufgrund eines Lokwechsels die Intercity-Züge der Strecke Berlin–München. Im selben Jahr wurde die Frankenwaldbahn wieder durchgängig zweigleisig und elektrifiziert ausgebaut. Seitdem halten in Probstzella im Reisezugverkehr nur noch Regionalzüge. Außerdem halten im Güterverkehr Züge, wenn diese auf der Rampe nach Steinbach eine zusätzliche Lokomotive zum Nachschieben benötigen.

## Grenzbahnhof-Museum
| Jahr | Reisende | Jahr | Reisende |
| ---- | -------- | ---- | -------- |
| 1974 | 181.290  | 1980 | 173.551  |
| 1975 | 173.309  | 1981 | 158.883  |
| 1976 | 165.007  | 1982 | 164.936  |
| 1977 | 159.405  | 1983 | 160.581  |
| 1978 | 167.642  | 1984 | 165.420  |
| 1979 | 164.934  | 1985 | 176.269  |
|      |          | 1986 | 211.547  |

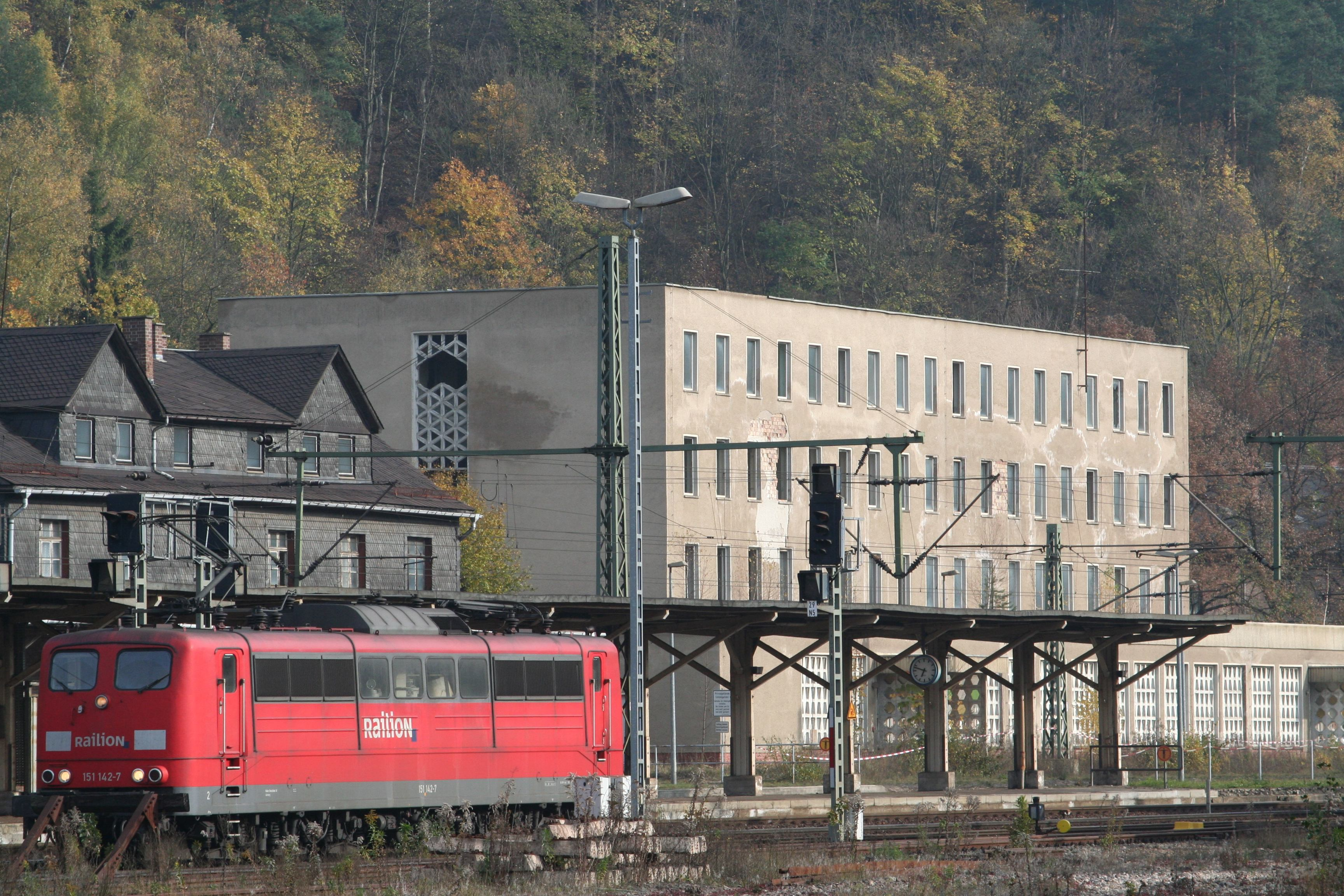
Gebäude der Grenzkontrollstelle (Oktober 2008)

Für die Grenzkontrolle wurde am Bahnhof Probstzella 1976 ein eigenes Gebäude errichtet. Es handelt sich um einen viergeschossigen Mauerwerksbau. Im Parterre verfügte das Gebäude über Abfertigungs- und Kontrollräume sowie einen 20 Meter langen Kontrollgang, den alle Ein- und Ausreisenden passieren mussten. Außerdem befanden sich darin die Diensträume der DDR-Grenztruppen, der Passkontrolleinheiten und des Zolls.
Nach der deutschen Wiedervereinigung im Bundeseigentum, war das Gebäude dem Verfall preisgegeben. Im Mai 2007 wurde es durch die Gemeinde Probstzella für 3500 Euro mit dem Ziel des Abrisses ersteigert. Das Thüringische Landesamt für Denkmalpflege und Archäologie teilte der Gemeinde im August 2008 mit, dass das Gebäude wegen seines heruntergekommenen Zustandes nicht unter Denkmalschutz gestellt werde.
Zeithistoriker sprachen sich gegen das Abrissvorhaben aus. Es gab Pläne, einen Teil des ehemaligen Grenzbahnhofs als Museum zu erhalten. Im Dezember 2008 wurde das Truppen- und Behördengebäude dennoch abgerissen. Am 6. November 2010 öffnete im historischen Empfangsgebäude ein Grenzbahnhof-Museum, das die Geschichte der Grenzkontrollen an innerdeutschen Grenzbahnhöfen ausführlich darstellt.

## Bahnsteige

Gleisplan des Bahnhofs Probstzella

| Gleis | Länge in m | Höhe in cm |
| ----- | ---------- | ---------- |
| 1     | 342        | 34         |
| 2     | 310        | 34         |
| 3     | 310        | 34         |

## Verkehrsanbindung
| Linie               | Linienverlauf                                                                                 | Takt (min) |
| ------------------- | --------------------------------------------------------------------------------------------- | ---------- |
| RE 14               | Saalfeld – Probstzella – Ludwigsstadt – Kronach – Lichtenfels – Bamberg – Erlangen – Nürnberg | 060        |
| Stand: 9. Juni 2024 |                                                                                               |            |

## Trivia
2017 produzierte der MDR eine Folge der Doku-Reihe Geheimnisvolle Orte zur Geschichte des Grenzbahnhofs Probstzella, die am 10. Juli 2017 in der ARD erstmals ausgestrahlt wurde.